# Zoraptera
Gli Zoratteri (Zoraptera Silvestri, 1913) sono un ordine di insetti pterigoti.

## Morfologia
Gli Zoratteri sono insetti alati, di piccole dimensioni (circa 2 mm).
Presentano dimorfismo anfipecilico, potendosi avere in entrambi i sessi due diverse forme:
-una alata, ben pigmentata, con occhi composti ed ocelli; cranio grande, subprognato, tergi del pterotorace suddivisi in tergiti,
-l'altra attera, poco pigmentata, priva di occhi composti ed ocelli, con solco epicraniale ad Y, tergi del pterotorace indivisi (ed è questa la forma più comune).
Antenne moniliformi con 9 articoli. Apparato boccale masticatore con mandibole robuste e distalmente ed adoralmente denticolate; la galea termina con un ciuffo di setole, la lacinia è bidentata, il palpo 5 articolato. Corpo allungato e depresso, collo con scleriti cervicali; protorace grande, zampe posteriori con femore ingrossato, tarsi 2 articolati, pretarsi con 2 unghie. Addome sessile di 10 uriti subomonomi; cerci voluminosi, uniarticolati e con tricobotri.
Nelle forme alate le ali membranacee e dissimili (anteriori più grandi delle posteriori, con venulazione ridotta, caduche (si rompono prossimalmente alla base delle venature) come negli Isotteri.

## Anatomia
Sistema nervoso con apparato centrale concentrato in 3 gangli toracici e 2 addominali. Apparato digerente con lungo stomodeo dilatato caudalmente in una ingluvie che giunge fino al livello del quinto urite; mesenteron ovoidale disposto obliquamente; proctodeo con una breve ansa e 6 papille rettali (in Zorotypus hubbardi CAUD); 16 tubi malpighiani. Apparato tracheale olopneustico. Apparato riproduttore con ovari di 4-6 ovarioli panoistici ciascuno.

## Biologia
Insetti paurometabolici o pseudoametabolici, ovipari, anfigonci. La neanide fuoriesce dall'uovo incidendo il corion con un rompiguscio cefalico della cuticola embrionale, che viene rigettata dopo lo sgusciamento.
Vivono nel terreno, sotto tronchi fradici, nel legno in decomposizione, nell'humus, nelle gallerie delle térmiti e, sebbene vivano gregariamente, non presentano veri e propri comportamenti sociali. Sono fondamentalmente micetofagi e solo occasionalmente zoofagi.

## Distribuzione
Distribuiti in Asia meridionale, Africa occidentale, parte settentrionale dell'America meridionale ed Oceania; sono assenti nella regione paleartica.

## Tassonomia
L'ordine degli Zoratteri fu scoperto ed istituito da Filippo Silvestri nel 1913 e comprende una sola famiglia, Zorotypidae, con un unico genere, Zorotypus, includente 17 specie.
- Z. acanthothorax Engel & Grimaldi
- Z. amazonensis Rafael & Engel
- Z. barberi Karny
- Z. brasiliensis Silvestri
- Z. buxtoni Caudell
- Z. caudelli Karny
- Z. ceylonicus Silvestri
- Z. congensis Ryn-Tournel
- Z. cramptoni Gurney
- Z. cretatus Engel & Grimaldi
- Z. delamarei Paulian
- Z. goeleti Engel & Grimaldi
- Z. guineensis Silvestri
- Z. gurneyi Choe
- Z. hamiltoni
- Z. hubbardi Caudell
- Z. huxleyi Bolivar & Coronado
- Z. javanicus Silvestri
- Z. juninensis Engel
- Z. lawrencei
- Z. leleupi Weidner
- Z. longicercatus Caudell
- Z. manni Caudell
- Z. medoensis Hwang
- Z. mexicanus Bolivar
- Z. nascimbenei Engel & Grimaldi
- Z. neotropicus Silvestri
- Z. newi
- Z. philippinensis Gurney
- Z. shannoni Gurney
- Z. silvestrii Karny
- Z. sinensis Hwang
- Z. snyderi Caudell
- Z. swezeyi Caudell
- Z. vinsoni Paulian
- Z. weidneri
- Z. zimmermani Gurney